# Estado Wa
El Estado Wa es una región autónoma dentro de Birmania (Myanmar). Es de facto un estado independiente del resto del país y tiene su propio sistema político, división administrativa y su Ejército del Estado Unido de Wa. Sin embargo, el estado de Wa reconoce la soberanía birmana sobre todo su territorio, (reconoce que es parte de Birmania y que es una región autónoma pero de facto es un estado) y, a cambio, se le ha otorgado un alto nivel de autonomía por parte del gobierno central en Naipyidó. En virtud de la Constitución de Myanmar de 2008, la región está designada como la División autoadministrada de Wa del Estado de Shan. Como un Estado socialista de partido único gobernado por el Partido Unido del Estado Wa, El Estado Wa está dividido en tres condados, dos distritos especiales y una zona de desarrollo económico. La capital administrativa es Pangkham, antes conocida como Panghsang. El nombre Wa se deriva del grupo etnia o wa, que habla una Lengua austroasiática y que son mayoría dentro de las fronteras del estado.

## Política, sociedad y leyes
El estado de Wa está dividido en regiones del norte y del sur que están separadas entre sí, con 13 000 km² (5019,3 mi²) en la región sur que limita con Tailandia y consta de 200.000 personas. El área total de la región controlada por el estado de Wa es 17 000 km² (6563,7 mi²). Los líderes políticos del estado de Wa son en su mayoría de etnia wa. El gobierno del estado de Wa emula muchas características políticas del gobierno de la República Popular China, que tiene un comité central y un partido central conocido como el Partido del Estado Unido de Wa. Si bien el estado de Wa es muy autónomo del control del gobierno central en Naypyidaw, su relación se basa en la coexistencia pacífica y el Estado Wa reconoce la soberanía del gobierno central sobre todo Myanmar.
El idioma de trabajo del gobierno del Estado Wa es el chino mandarín. El Mandarín del Suroeste y la lengua Wa son ampliamente hablados por la población, siendo el idioma de educación el Chino estándar. Las transmisiones de televisión dentro del Estado Wa se transmiten tanto en mandarín como en wa. Los productos básicos dentro del Estado Wa se traen desde China, y el renminbi se usa comúnmente para los intercambios. China Mobile tiene cobertura celular en algunas partes del Estado Wa.
El sistema legal en el estado de Wa se basa en el sistema de derecho civil, con referencia a las leyes de China. Sin embargo, todavía hay sesiones de luchas (公判大会), que han sido abolidas en China. Después de ser condenados a muerte, los presos son enviados directamente al campo de ejecución.
La religión más practicada, que supera en número al Islam, Budismo y Religiones populares, es el Cristianismo, a pesar de que el gobierno ateo lo toma enérgicamente con frecuencia. Un ejemplo de esto es una campaña contra las iglesias construidas después de 1992 en septiembre de 2018.
Solía haber hasta 100.000 ciudadanos chinos que residían en el Estado Wa, muchos de ellos dedicados a negocios. En 2021, el gobierno chino les ordenó regresar a su tierra natal para combatir el fraude en línea presuntamente cometido por muchos de ellos. El éxodo chino ha tenido un impacto negativo en la economía Wa.

## Historia
Durante mucho tiempo, Las tribus de jefes se dispersaron por la zona montañosa de Wa, sin un gobierno unificado. Durante la dinastía Qing, la región se separó del control militar tribal del pueblo Dai. El dominio británico en Birmania no administró los estados de Wa y la frontera con China quedó sin definir.
Desde finales de la década de 1940, durante la guerra civil china, los restos del Ejército Nacional Revolucionario chino se retiraron al territorio dentro de Birmania cuando los comunistas se apoderaron de China continental. Dentro de la región montañosa del Kuomintang, las fuerzas del Kuomintang mantuvieron su posición durante dos décadas en preparación para un contraataque hacia China continental. Bajo la presión de las Naciones Unidas, el contraataque fue cancelado y el ejército fue llamado al norte de Tailandia y luego de regreso a Taiwán; sin embargo, algunas tropas decidieron permanecer dentro de Birmania. Al este del río Salween, los grupos guerrilleros tribales indígenas ejercieron el control con el apoyo del Partido Comunista de Birmania.
Durante la década de 1960, el Partido Comunista de Birmania perdió su base de operaciones en el centro de Birmania y, con la ayuda de los comunistas chinos, se expandió dentro de las regiones fronterizas del noreste. Muchos jóvenes intelectuales de China se unieron al Partido Comunista de Birmania, y estas fuerzas también absorbieron a muchas guerrillas locales. Los comunistas birmanos obtuvieron el control de Pangkham, que se convirtió en su base de operaciones.
A finales de la década de 1980, las minorías étnicas del noreste de Birmania se separaron políticamente del Partido Comunista de Birmania. El 17 de abril de 1989, las fuerzas armadas de Bao Youxiang anunciaron su separación del Partido Comunista de Birmania y formaron el Partido de Etnias Unidas de Myanmar, que más tarde se convirtió en el Partido del Estado Unido de Wa. El 18 de mayo, el Ejército del Estado Wa Unido firmó un acuerdo de alto el fuego con el Consejo Estatal de Restauración de la Ley y el Orden, que reemplazó al régimen militar de Ne Win tras el Levantamiento 8888.
Las tensiones entre el gobierno central y el estado de Wa se intensificaron en 2009. Durante este tiempo, las propuestas de iniciativa de paz del Estado Wa fueron rechazadas por el gobierno de Myanmar. El gobierno advirtió el 27 de abril de 2010 que el programa WHP podría empujar a Birmania y al Estado Wa a un conflicto mayor.

## Divisiones Administrativas
El estado de Wa está dividido en condados (Wa: gaeng; mandarín: 县), distritos especiales (Wa: lūm; mandarín: 特区), una zona de desarrollo económico y una zona administrativa de comité. Cada condado se divide en distritos (Wa: vēing; mandarín: 区).
Debajo están las administraciones a nivel de municipio: municipios (Wa: ndaex eeng / yaong; mandarín: 乡) y calles (Wa: laih; mandarín: 街).
| Nivel            | Nivel de Condado                                       | Nivel de Distrito                                      | Municipio                                                          | Pueblo                         |
| ---------------- | ------------------------------------------------------ | ------------------------------------------------------ | ------------------------------------------------------------------ | ------------------------------ |
| Tipo de División | Distrito Especial (lūm / 特区)                         | Distrito Especial (lūm / 特区)                         | Calle (laih / 街) Ciudad (镇 / "jēng") Municipio (ndaex eeng / 乡) | Grupo (组) Villa (yaong? / 村) |
| Tipo de División | Zona de Desarrollo Económico (经济开发区)              |                                                        | Calle (laih / 街) Ciudad (镇 / "jēng") Municipio (ndaex eeng / 乡) | Grupo (组) Villa (yaong? / 村) |
| Tipo de División | Condado (gaeng / 县)                                   | Avenida (ndaex laih / 街道) Distrito (vēing / ဝဵင်း / 区) | Calle (laih / 街) Ciudad (镇 / "jēng") Municipio (ndaex eeng / 乡) | Grupo (组) Villa (yaong? / 村) |
| Tipo de División | Comité de Asuntos Administrativos (行政事务管理委员会) | Avenida (ndaex laih / 街道) Distrito (vēing / ဝဵင်း / 区) | Municipio (sur) (yaong / 乡)                                       | Municipio (sur) (yaong / 乡)   |

En la tabla anterior, los nombres en apóstrofo están en orden wa / dai / mandarín. Avenida (ndaex laih / 街道) se encuentra solo una vez en el condado de Mong Maoe; Pueblo (镇 / "jēng") se encuentra solo una vez en Mōung Ping EDZ. Las avenidas y las calles son un nombre de división de tipo urbano metafórico análogo a los subdistritos de China y no deben entenderse literalmente. Además, se subdividen en grupos. Las aldeas son contrapartes rurales de grupos y se encuentran por debajo de los municipios. En el sur de Wa, los municipios reciben la identidad de municipio (乡) de acuerdo con su nombre en mandarín, pero no se subdividen en pueblos y sus nombres Wa indican que son asentamientos naturales (yaong / 寨), pero podría ser parte de un compuesto como ndaex eeng yaong XX (XX-poblado de asentamiento / XX 寨乡). <! - La fuente del diccionario no aclaró si se omitió  ndaex laih  o si este tipo de división no es  ndaex laih . Algunos municipios (Mgōng Vog, Mgōng Nāi, Kax Nax, etc.) no incluyen ni "yaong" ni "ndaex eeng".
En general, los nombres de las divisiones Wa siguen el orden de denominación de las lenguas romance. Por ejemplo, "Vēing Yaong Lēen" significa distrito de Yaong Lēen y es un "vēing" (distrito) en lugar de un "yaong" (asentamiento natural). El de la ciudad de Mōung Ping en Mōung Ping EDZ es una excepción: sigue el orden de denominación del Germánico como "Mōung Ping Jēng" en lugar de "Jēng Mōung Ping". En el idioma Wa, "x" al final de una sílaba representa una oclusión glótica.
En las secciones siguientes, los nombres en  'negrita'  indican asientos de condado. Los nombres con "comillas" son pinyin transcripciones del mandarín, mientras que los nombres en "cursiva" son transcripciones birmanas del mandarín. Aunque el mandarín es uno de los cuatro idiomas de trabajo del Estado Wa, algunos nombres administrativos del mandarín no son canónicos. Por ejemplo, 班 阳 区 y 邦 洋 区 son dos transcripciones diferentes del mismo nombre oficial Wa o Dai del distrito Pang Yang. <! - No dude en cambiarlos a nombres Wa / Dai si obtiene la fuente. Las "Noticias del Estado Wa" oficiales en los idiomas Wa y Dai pueden mencionar muchos de ellos. La transcripción birmana de los mandarines se puede conservar a menos que sea una transcripción birmana de la transcripción mandarina de los nombres Wa / Dai. Gong Ming Shan, que es una transcripción irregular (de Mgōng Mouig Nū), se puede guardar para un caso especial, ya que es un nombre preferido por los habitantes de Wa.

### Área Norte
El área norte del Estado Wa está dividida en tres condados, dos distritos especiales y una zona de desarrollo económico. Cada condado se divide en distritos; hay 21 distritos en total.
Condados
- Condado de Mong Maoe:
- # Distrito de Nax Vī ( Nawi ),
- # Distrito de Mōuig Nū (Distrito de "Gongmingshan"/Kaung Ming Sang) y Mēng Hmae Avenue
- # Distrito Bang Vāi (distrito "Shaopa"),
- # Distrito Dāoh Mīe (Distrito "Gemai"/"Kunma"),
- # Distrito de Yaong Lēen,
- # Distrito Ndūng Ngid ("Longtan"),
- # Distrito de Qeng Mīang ("Yancheng" /  Yiang Chen ),
- # Distrito Gon Māe ("Yingpan" /  Yin Pan ),
- # Distrito de Man Doun,
- # Distrito de Mōuig Raix ("Lianhe"),
- # Distrito de Glong Ba
- zh , anteriormente Condado de Vēing Gāo:
12. Distrito de Man Sīang,
13. Distrito de Noung Kied,
- :: 13.1 Municipio de Noung Kied, 6 aldeas
- :: 13.2 Municipio de Si Lōg, 4 aldeas
- :: 13,3 Municipio de Ndaex Gaeng (Vēing Gāo, Weng Kao, "Wein"), 8 aldeas
- :: 13,4 Municipio de Noung Lai Sing, 8 aldeas
14. Distrito de Ba Lēen (Nāng Kang Vū),
15. Distrito de Nax Gāo,
16. Distrito de Bāng Yāng (Pang Yang)
- Condado de Mōung Bōg:
17. Distrito de Nām Pad,
18.  'Distrito de Mōung Bōg' 
19. Distrito de Mōung Ning,
20. Distrito de Mōung Ga,
21. Distrito de Houx Dao ("Hotao")

Distritos especiales
- Pangkham Distrito especial (Lūm Bāng Kam): municipio de "Guanghong" (Guang Houng), municipio de Na Lod, municipio de Man Pad ("Nanpa"), municipio de Dōng O, municipio de Yaong Dīng, municipio de Man Mao
- Distrito especial de Nām Dēeg:  'Municipio de Mgōng Lang (Nām Dēeg)'  y  'Calle Nām Dēeg' , municipio de Yaong Mox, municipio de Bīang Krom ("Bangkong"), Municipio de Da Ai, municipio de "Lufang", municipio de Nām Vēing Kam

Zona de desarrollo económico
- Zona de desarrollo económico de Mōung Ping, anteriormente distrito de Mōung Ping del condado de Mōung Bōg:  'Ciudad de Mōung Ping' , municipio de Mōung Ping Brim, municipio de "Donglong" (Dōung Lōung), municipio de Yaong Krom ("Tuanjie"), Bāng Municipio de Sax Jax, municipio de Kox Song

El estado de Wa se superpone con siete municipios "de jure" designados por el gobierno birmano. La relación geográfica entre los distritos (segundo nivel) y los distritos especiales (primer nivel) del Estado Wa y los distritos del estado de Shan se enumeran a continuación:
; Municipio de Kho Pang del Estadp Shan
* Distrito de Qeng Mīang ("Yancheng" / '' Yiang Chen '')
* Distrito de Nax Vī ('' Nawi '')
; Municipio de Mong Mau del estado de Shan
* Distrito de Gong Ming Shan (Mōuig Nū)
* Distrito de Glong Ba
; Municipio de Pang Wai (Bang Vāi) del estado de Shan
* Distrito Kun Ma (Dāoh Mīe)
* Distrito de Wangleng (Yaong Lēen)
; Municipio de Man Phang del estado de Shan
* Distrito de Mōuig Raix (Lien He)
Municipio de Nah Parn del Estado Shan
Distrito de Gon Māe
Municipio de Pang Yang del Estado Shan
Distrito de Bāng Yāng
Distrito de Ting Aw (¿municipio de Dōng O?)
Distrito de Weng Kao (¿municipio de Ndaex Gaeng?)
Distrito especial de Pangkham
Municipio de Mong Yang del Estado Shan
Distrito de Mōung Bōg
Distrito de Mong Ngen (¿Mōung Ning?)
Distrito de Houx Dao

### Área Sur
El área sur del Estado Wa no es parte del territorio tradicional Wa, pero fue otorgado en 1989 por el junta militar birmana en el poder para la cooperación del EUEW en sus esfuerzos contra el caudillo de la droga Khun Sa. Estos territorios fueron habitados originalmente por los pueblos austroasiáticos Tai Loi, pero ahora incluyen importantes comunidades de Lahu y Shan, así como colonos Wa..
Es administrado por el Comité de Asuntos Administrativos del Sur (Wa: Mēng Vax Blag Jō): 'Distrito Wan Hoong (Mgōng Sam Soung)' , Distrito Huix Ox , Distrito Yaong Kraox ("Kailong", Yaong Mgōng), Distrito Yaong Bang, Distrito Mōung Jōd, Distrito Yaong Mōuig ("Menggang" / Num Mōuig), Distrito Kax Nax ("Huyue"). El distrito de Kax Nax ("Huyue") parece haberse fusionado con el distrito de Wan Hoong (Mgōng Sam Soung)

#### Tratamiento de los habitantes originales
En los últimos años, decenas de miles de personas (según la Organización Nacional de Desarrollo Lahu afirma que 125.933 solo entre 1999 y 2001) se han reasentado desde el norte del Estado Wa y el centro del Estado Shan hasta el área sur, a menudo debido a la presión del gobierno Wa. Estas acciones tenían la intención de fortalecer la posición del gobierno Wa allí, especialmente el valle de Mong Yawn, que está rodeado de montañas por todos lados, es un lugar de importancia estratégica. La gente Wa también fue reubicada de las aldeas en los picos de las montañas a los valles circundantes, oficialmente para ofrecer a los residentes una alternativa al cultivo de opio. Después del reasentamiento, el gobierno Wa permitió a los colonos de la etnia Wa cultivar opio durante tres años más y venderlo libremente. Se informó de graves violaciones de derechos humanos durante el reasentamiento y muchas personas han muerto, alrededor de 10.000 solamente durante las lluvias del 2000, ya que los colonos Wa no estaban acostumbrados a enfermedades tropicales como la malaria en la zona más cálida del sur.
Los habitantes originarios de la zona han sido discriminados por el colono; sus pertenencias fueron incautadas por los colonos sin indemnización. Se producen muchos abusos, incluida la esclavitud de los que se quejan del gobierno Wa. Tienen que trabajar en el campo con las piernas encadenadas. Cuando una persona perteneciente a una minoría no puede dar suficiente dinero a los gobernantes, puede vender a niños de 7 años o más como soldados al Ejército Unido del Estado Wa. Debido a estas duras condiciones de vida, muchos no tuvieron más remedio que abandonar sus lugares de origen.

### Geografía y Economía

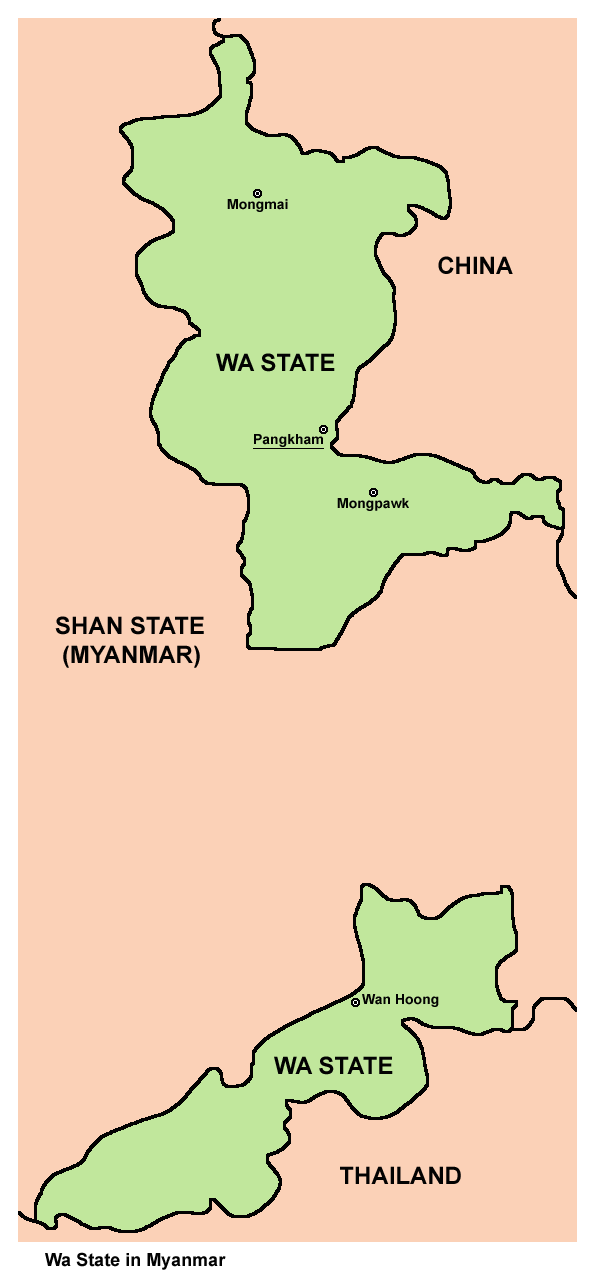
Mapa del Estado Wa

La región es principalmente montañosa, con profundos valles. Los puntos más bajos están aproximadamente a 600 metros sobre el nivel del mar, con las montañas más altas a más de 3000 metros. Al principio, el Estado Wa dependía en gran medida de la producción de opio. Con la ayuda de China, se ha avanzado hacia el cultivo de plantaciones de caucho y té. El Estado Wa cultiva 220.000 acres de caucho. Debido al reasentamiento de residentes de áreas montañosas a valles fértiles, también se cultiva arroz húmedo, maíz y hortalizas. Decenas de personas murieron durante el reasentamiento debido a enfermedades y accidentes de tráfico. Una de las principales fuentes de ingresos del Estado Wa es la extracción de recursos como estaño, zinc, plomo y pequeñas cantidades de oro. Sin embargo, también hay una industria próspera en torno a sectores como la prostitución y el juego en la capital Pangkham que están relacionados con el turismo de China, que estaba prosperando antes de la pandemia de CoVid-19.. La región pudo vacunar a casi toda su población contra el virus en julio de 2021, una de las fechas más tempranas del mundo. En general, el estado de desarrollo del Estado Wa es considerablemente más alto que en las áreas controladas por el gobierno de Myanmar, lo que es especialmente cierto para su capital.. El Estado Wa depende económicamente de China, que lo apoya financieramente y proporciona asesores militares y civiles y armas. Comparte 82 millas (133 km) de frontera con China.

### Tráfico ilícito de drogas
El Ejército Unido del Estado Wa (EUEW) era anteriormente la organización de narcotráfico más grande del sudeste asiático. El EUEW cultivó vastas áreas de tierra para la adormidera, que luego se refinó para convertirla en heroína. El tráfico de metanfetaminas también era importante para la economía del Estado Wa. El dinero del opio se utilizó principalmente para comprar armas.
En agosto de 1990, los funcionarios del gobierno comenzaron a redactar un plan para poner fin a la producción y el tráfico de drogas en el Estado Wa. Según una entrevista con funcionarios Wa en 1994, Bao Youyi (Tax Kuad Rang; también conocido como Bao Youyu) se convirtió en buscado por lapolicía china por su participación en el narcotráfico. Como resultado, Bao Youxiang y Zhao Nyi-Lai fueron al Condado Autónomo de Cangyuan Va de China y firmaron el Acuerdo de Cangyuan con funcionarios locales, que decía que "No entrarán drogas en la sociedad internacional (del Estado Wa); no entrarán drogas a China (desde el Estado Wa); no entrarán drogas a las áreas controladas por el gobierno birmano (desde el Estado Wa) ". Sin embargo, el acuerdo no mencionó si el Estado Wa podría vender drogas a grupos insurgentes.
En 1997, el Partido Unido del Estado Wa proclamó oficialmente que el Estado Wa estaría libre de drogas a finales de 2005. Con la ayuda de las Naciones Unidas y el gobierno chino, muchos cultivadores de opio en el Estado Wa pasaron a la producción de caucho y té. Sin embargo, algunos agricultores de amapola continuaron cultivando la flor fuera del Estado Wa.
Si bien el gobierno birmano ha comenzado a tomar medidas para disminuir la producción de este tipo de drogas, es una tarea ardua debido a la corrupción en los altos niveles del gobierno y la falta de infraestructura para realizar las operaciones. En 2005, el PUEW declaró el Estado Wa como una "zona libre de drogas" y se ilegalizó el cultivo de opio.

Una presentación de la BBC emitida el 19 de noviembre de 2016 mostró la quema de metanfetamina, así como un floreciente comercio de partes ilegales de animales.